# خوسيه دي لا سيرنا
كان خوسيه دي لا سيرنا إي هينوخوسا، الكونت الأول للوس أنديز (بالإسبانية: José de la Serna e Hinojosa, primer conde de los Andes) (وُلد عام 1770 - تُوفي عام 1832) جنرالاً إسبانياً ومسؤولاً استعمارياً. وكان آخر نائب ملك إسباني في بيرو لتطبيق السلطة الفعالة (29 يناير 1821 إلى ديسمبر 1824).

## وصلات خارجية
- (بالإسبانية) Short biography( نسخة محفوظة 1 سبتمبر 2008 على موقع واي باك مشين. 2009-10-31) at Encarta
- The Battle of Ayacucho, order of battle